# Jan Asselijn
Jan Asselijn (kolem roku 1610, Dieppe – asi 1. října 1652, Amsterdam) byl nizozemský malíř.

## Život a dílo
Narodil se v hugenotské rodině v Dieppe jako Jean Asselin. Jeho učitelem byl Esaias van de Velde (1587-1630). Asselijn byl výborným krajinářem, ceněny jsou ale i jeho malby zabývající se historickými událostmi a bitevními scénami.  Cestoval po Francii a po Itálii, přičemž se ve svých dílech inspiroval Pieterem van Laerem. Stejně jako on byl členem skupiny Bentvueghels, s přezdívkou „Krabbetje“ („Malý krab“) kvůli deformované levé ruce; ve Francii mu kvůli malému vzrůstu říkali „Petit Jean Hollandois“.
V Paříži se oženil se svou první manželkou Annou Guerinovou, s níž měl dceru Marii (pokřtěná 27. dubna 1636 v Paříži). Asselijn a malíř Nicolaes de Helt Stockade se poté v roce 1645 v Lyonu oženili za dvě sestry, obě dcery Houwaarta Koormana z Antverp; Janova manželka se jmenovala Antoinette.
Asselijn byl jedním z prvních nizozemských malířů, kteří představili svěží a jasný způsob malování krajin ve stylu Claude Lorraine a jeho příkladu rychle následovali další umělci. Jeho obrazy byly v Amsterdamu vysoce ceněny a několik z nich se nachází v amsterdamských muzeích. Dvacet čtyři obrazů, jež namaloval v Itálii, bylo vyryto. Jeho žákem byl italský krajinář Frederik de Moucheron.
Zdá se, že se Asselijn velmi přátelil s Rembrandtem.
Jeho obraz Ohrožená labuť (De bedreigde zwaan), který zobrazuje labuť agresivně bránící své hnízdo, se stal symbolem holandského národního odporu, ačkoli není známo, zda Asselijn maloval obraz s tímto úmyslem. Nejčastěji je pták považován za alegorii Johana de Witta, bránícího Nizozemsko před nepřítelem. Pozdějšími majiteli obrazu bylo na plátno přidáno několik nápisů, například slovo „HOLLAND“ na jedno z vajec či „DE VIAND VAN DE STAAT“ („Nepřítel státu“) nad psem, který ohrožuje hnízdo. Některé části obrazu jsou mnohem méně realistické než labuť, například nízko visící mraky, pes nebo vejce. Obraz byl prvním nákupem Národní umělecké galerie v paláci Huis ten Bosch (v červnu roku 1800), což byl předchůdce Rijksmusea.
V Národní galerii Praha se nachází Asselijnův obraz Brod mezi vysokými skalami.

## Galerie

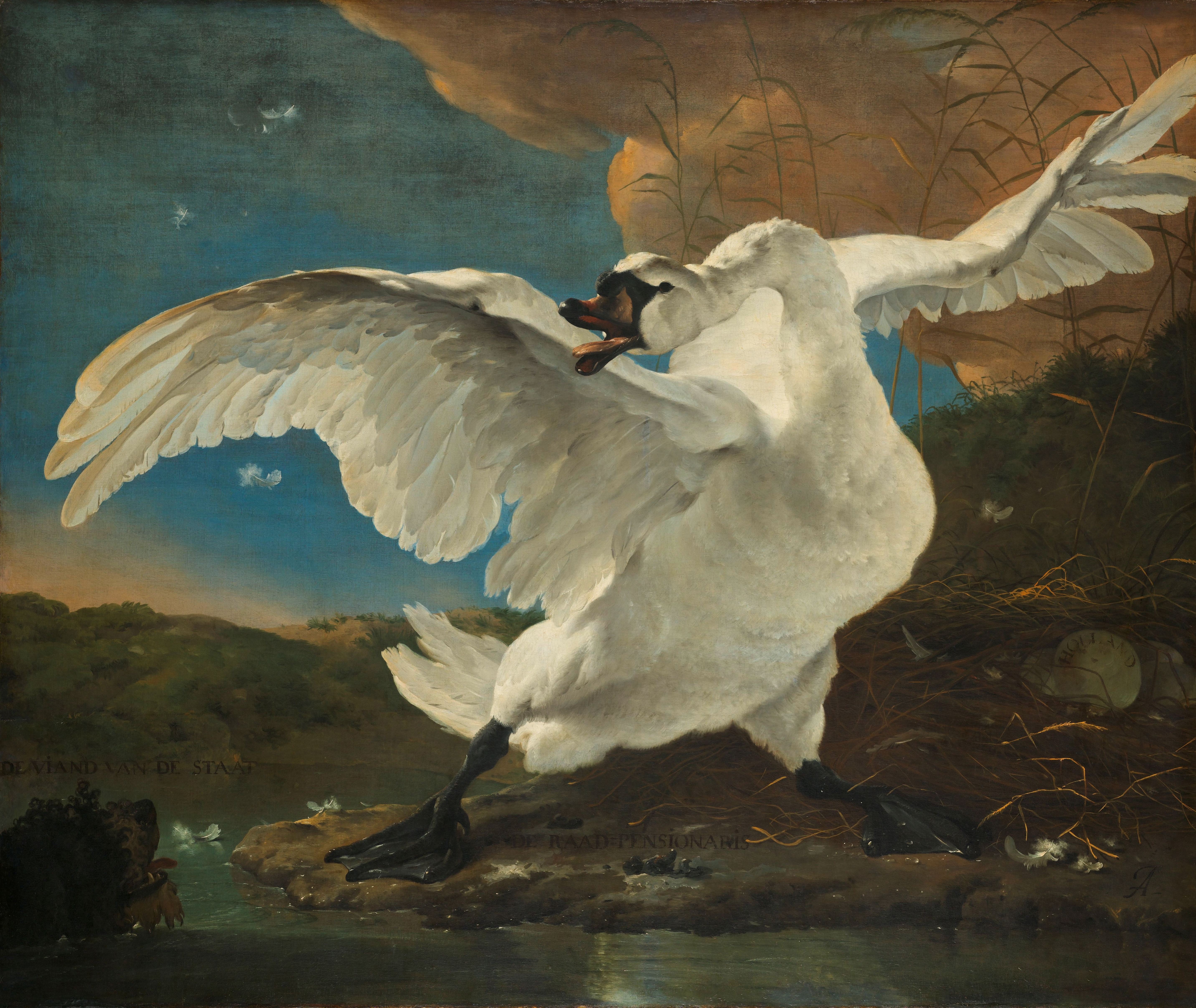
Ohrožená labuť, jeden z vrcholů jeho tvorby, dnes v Rijksmuseu
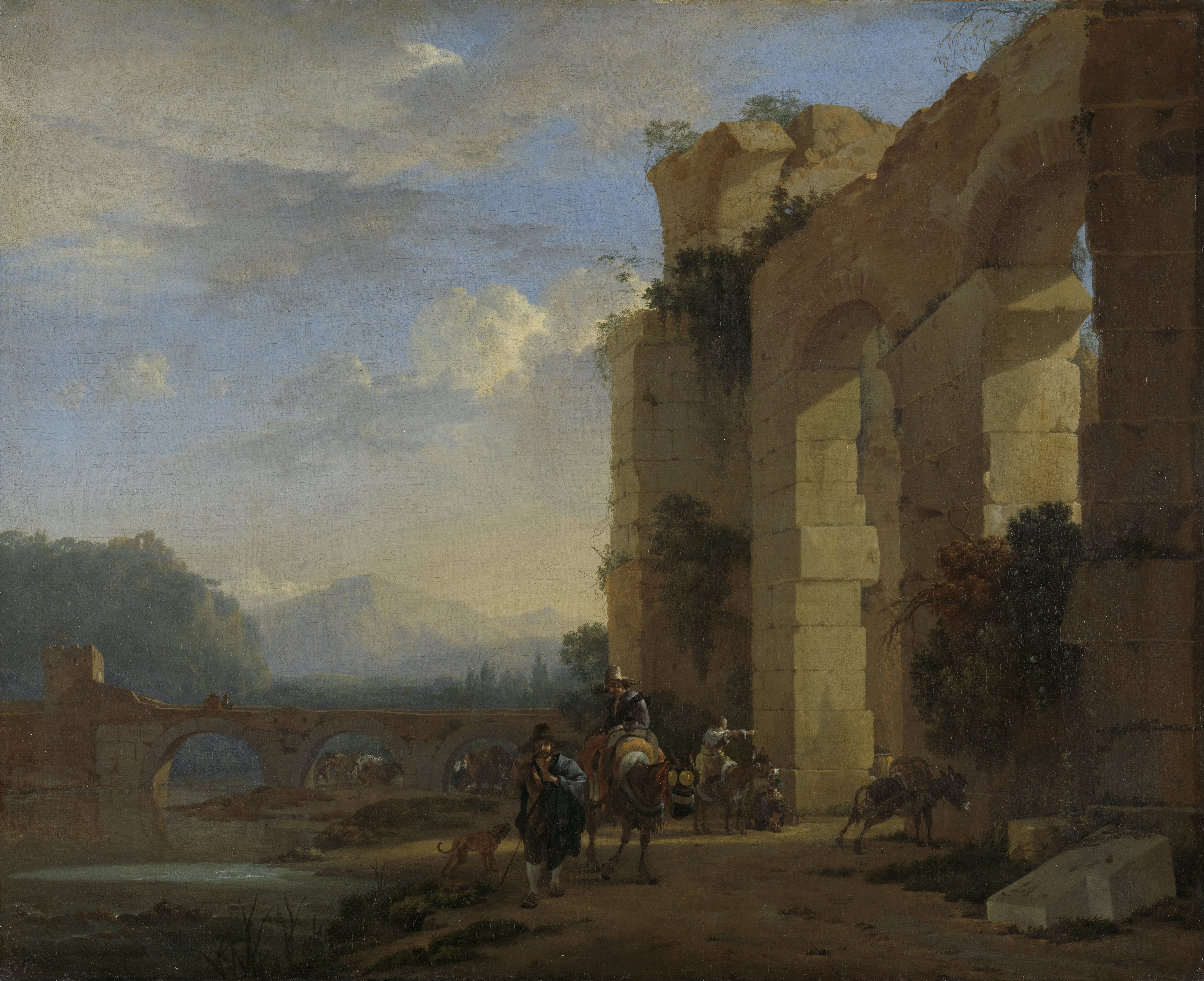
Ezeldrijvers bij een Italiaanse ruïne - Italská krajina se zříceninami římského mostu a akvaduktu, nedatováno, olej na plátně, Rijksmuseum, Amsterdam
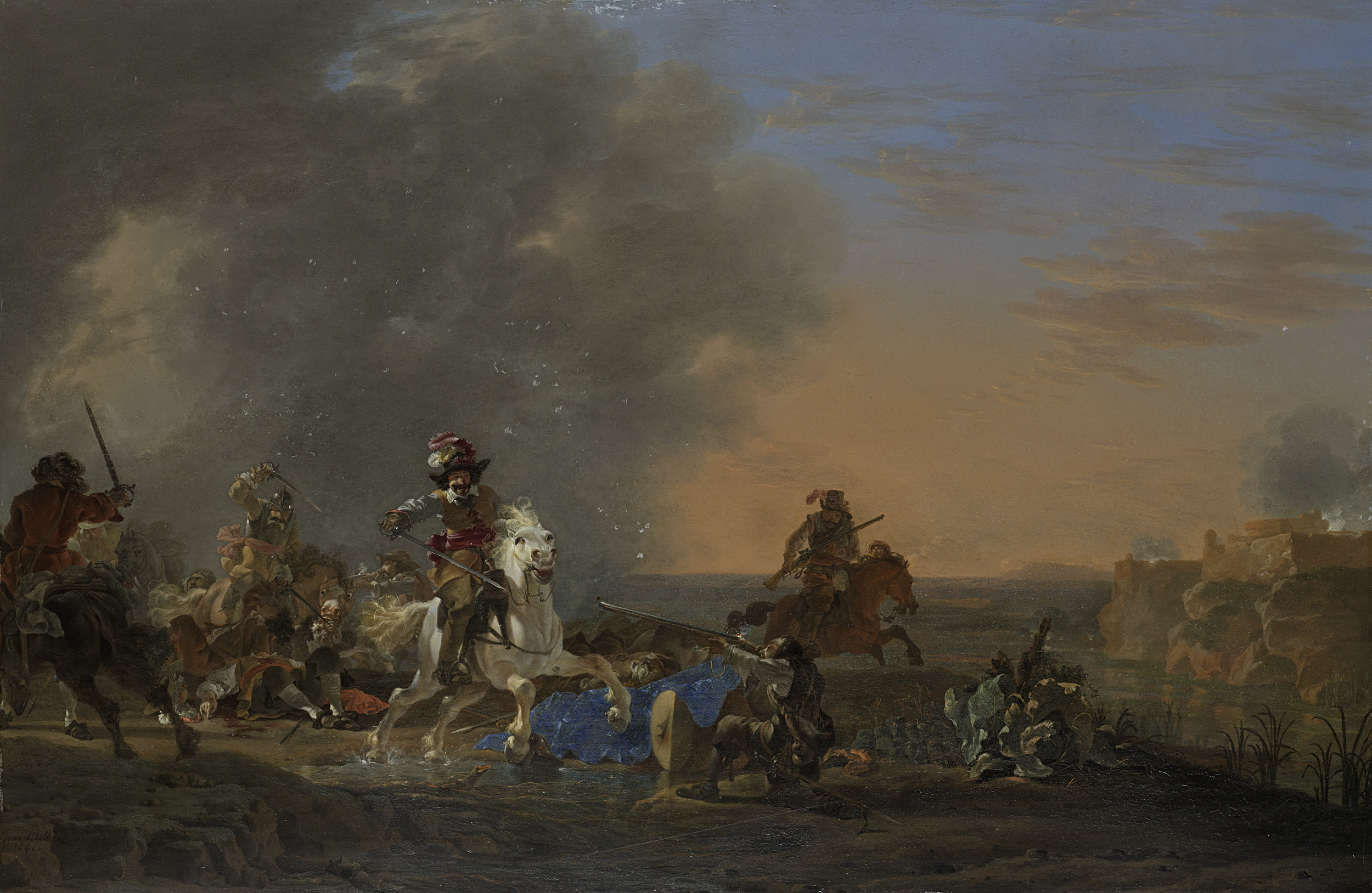
Ruitergevecht bij zonsondergang (Útok jezdectva při západu slunce)
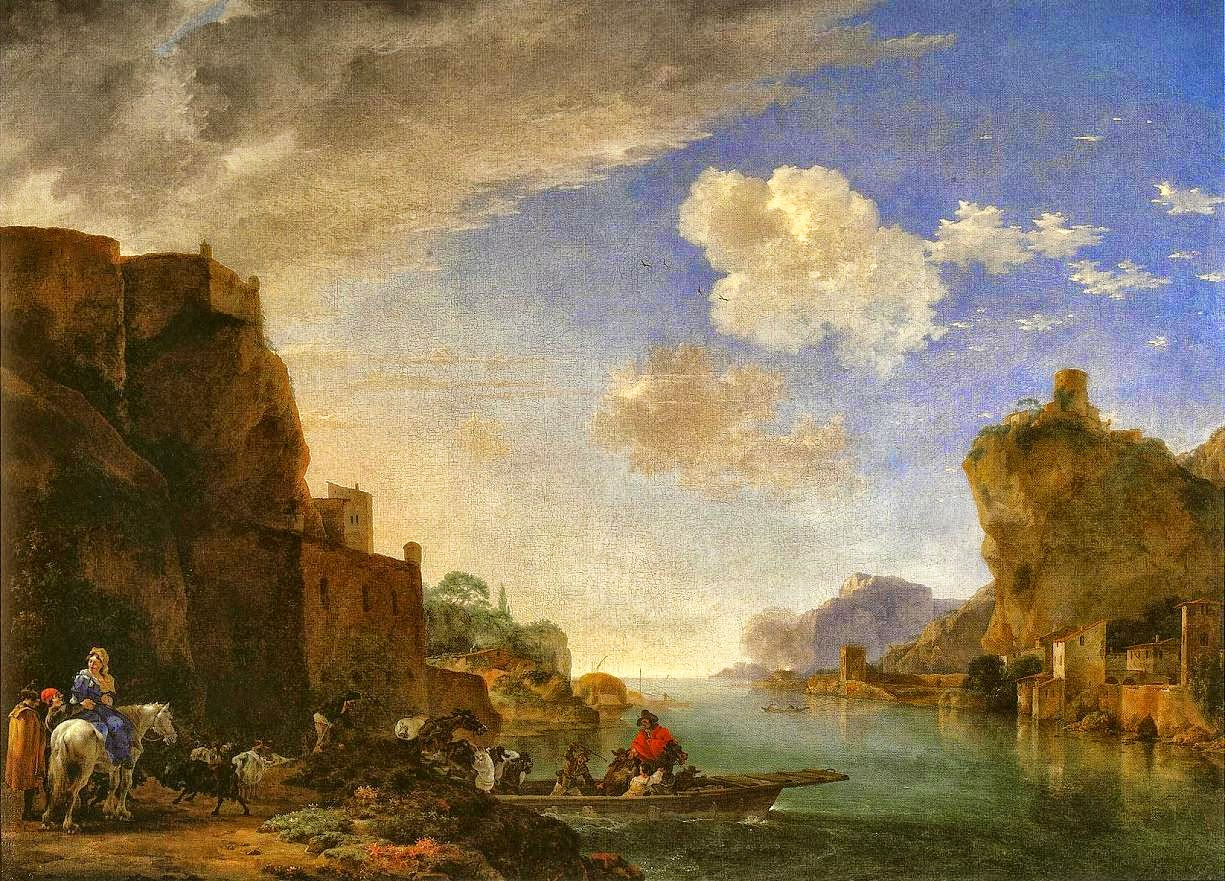
Říční krajina s pevností Saint-Jean a zámkem Pierre-Scize v Lyonu, cca. 1650
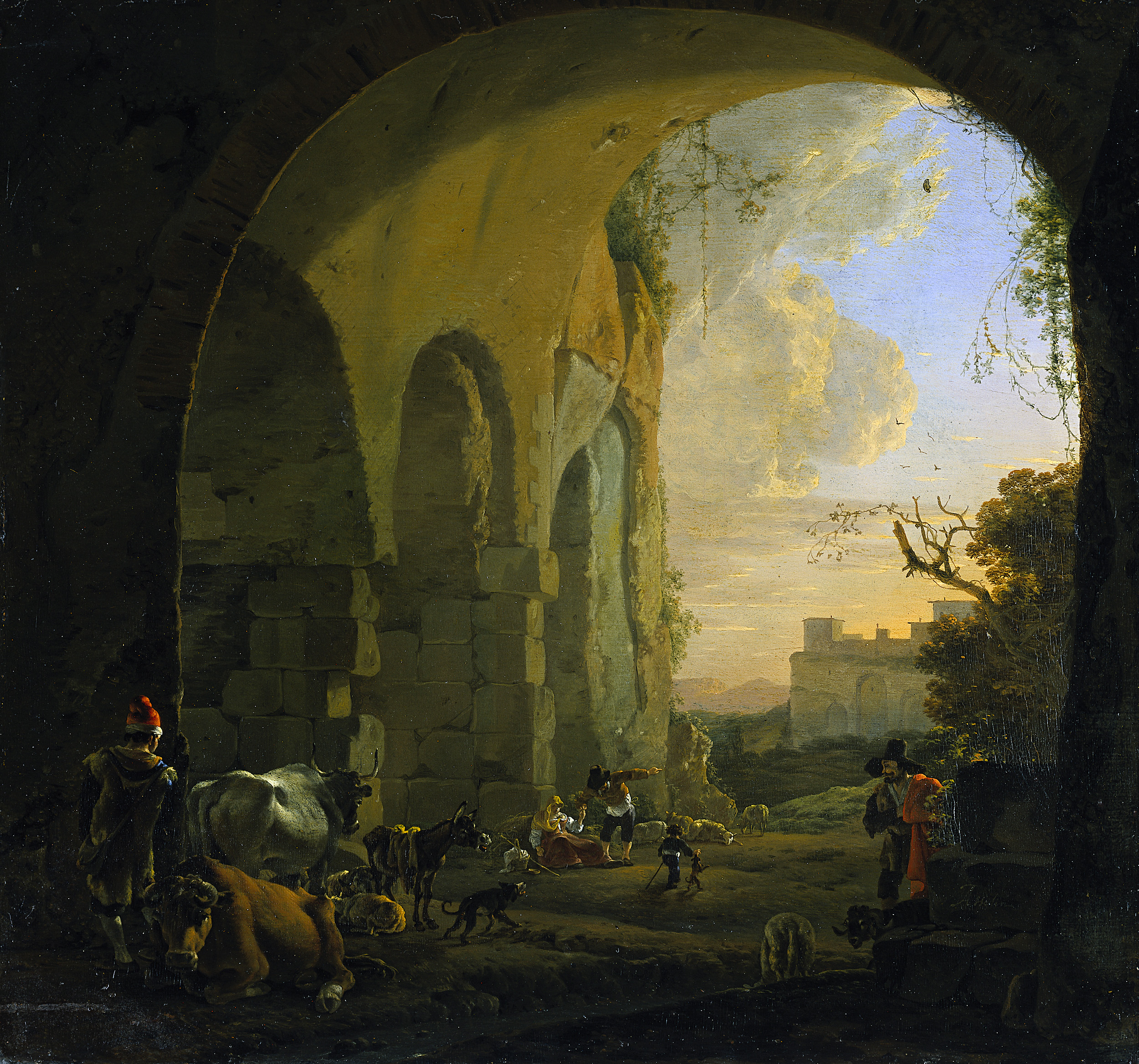
Herders met vee onder een gewelf van het Colosseum te Rome (Pastýři s dobytkem pod klenbou Kolosea v Římě)